# Ткачук Юрій Юрійович
Ю́рій Ю́рійович Ткачу́к (нар. 18 квітня 1995, Кельменці, Чернівецька область, Україна) — український футболіст, центральний півзахисник. Колишній гравець юнацьких та молодіжних збірних України.

## Життєпис
Юрій Ткачук народився у Кельменцях Чернівецької області. Перші кроки в футболі зробив у кельменецькій ДЮСШ, згодом захищав кольори іллічівського «Моноліта», з якого й потрапив до системи харківського «Металіста». З 2010 року залучався до матчів юнацьких збірних України різних віків.
7 травня 2014 року дебютував у складі «Металіста» в Прем'єр-лізі, вийшовши на 90-й хвилині матчу проти «Севастополя» замість Володимира Гоменюка. У єврокубках Юрій Ткачук вперше з'явився на полі 27 листопада того ж року, відігравши усі 90 хвилин у матчі Ліги Європи проти турецького «Трабзонспора».
У червні 2014 року у складі юнацької збірної України віком до 19 років брав участь у чемпіонаті Європи 2014 в Угорщині. До свого активу Ткачук заніс участь у двох іграх, результативними діями не відзначився.
У березні 2016 року став гравцем іспанського клубу «Атлетіко Мадрид Б», проте в команді не закріпився і здавався в оренду в клуб Сегунди Б «Мелілья».
Влітку 2017 року повернувся до України, ставши гравцем львівських «Карпат», але зігравши лише два матчі в Прем'єр-лізі, ще до закриття трансферного вікна, 31 серпня, був відданий в оренду в клуб Першої Ліги «Рух» (Винники).
У лютому 2018 року перейшов на правах оренди в естонську «Левадію». Дебютував 23 числа того ж місяця у матчі за Суперкубок країни проти команди «Флора» (2:2, п. 4:3) . В кінці грудня того ж року естонський клуб викупив контракт Юрія.

## Статистика виступів
Статистичні дані наведено станом на 3 березня 2016 року
| Сезон                | Команда              | Чемпіонат            | Чемпіонат | Чемпіонат | Кубок | Кубок | Кубок | Єврокубки | Єврокубки | Єврокубки | Інші кубки | Інші кубки | Інші кубки | Всього | Всього |
| Сезон                | Команда              | Змаг.                | Матчі     | Голи      | Змаг. | Матчі | Голи  | Змаг.     | Матчі     | Голи      | Змаг.      | Матчі      | Голи       | Матчі  | Голи   |
| -------------------- | -------------------- | -------------------- | --------- | --------- | ----- | ----- | ----- | --------- | --------- | --------- | ---------- | ---------- | ---------- | ------ | ------ |
| 2013/14              | «Металіст»           | ПЛ                   | 1         | 0         | КУ    | 0     | 0     | ЛЧ        | 0         | 0         | —          | —          | —          | 1      | 0      |
| 2014/15              | «Металіст»           | ПЛ                   | 3         | 0         | КУ    | 3     | 0     | ЛЄ        | 2         | 0         | —          | —          | —          | 8      | 0      |
| 2015/16              | «Металіст»           | ПЛ                   | 3         | 0         | КУ    | 0     | 0     | —         | —         | —         | —          | —          | —          | 3      | 0      |
| Всього в «Металісті» | Всього в «Металісті» | Всього в «Металісті» | 7         | 0         |       | 3     | 0     |           | 2         | 0         |            | 0          | 0          | 12     | 0      |
| Всього за кар'єру    | Всього за кар'єру    | Всього за кар'єру    | 7         | 0         |       | 3     | 0     |           | 2         | 0         |            | 0          | 0          | 12     | 0      |

## Досягнення
«Левадія»:
- Віце-чемпіон Естонії (2): 2018, 2019
- Володар Кубка Естонії: 2017/18
- Володар Суперкубка Естонії: 2018

«Лієпая»:
- Бронзовий призер чемпіонату Латвії: 2021
- Фіналіст Кубку Латвії: 2021